# Jonny Magallón
José Jonny Magallón Oliva (né le 21 novembre 1981 à Ocotlán) est un footballeur international mexicain.

## Palmarès

### Club
Club Deportivo Guadalajara
- Championnat du Mexique -  Apertura 2006

### Équipe du Mexique
- Vainqueur de la Gold Cup 2009